# Goldene Himbeere 1988
Die Goldene Himbeere 1988 (engl.: 8th Golden Raspberry Awards) wurde am 10. April 1988, dem Vorabend der Oscarverleihung, im Hollywood Roosevelt Hotel in Hollywood, Kalifornien verliehen.
Die meisten Nominierungen im Vorfeld der Verleihung erhielten Der weiße Hai – Die Abrechnung und Harte Männer tanzen nicht (jeweils sieben). Die meisten Auszeichnungen erhielt hingegen Bill Cosby – Die Superkanone (drei Goldene Himbeeren), der Film wurde auch zum schlechtesten Film des Jahres gekürt.
Die erst im vergangenen Jahr eingeführte Kategorie für die Schlechtesten Spezialeffekte wurde in diesem Jahr zum letzten Mal verliehen. Die Goldene Himbeere in dieser Kategorie ging an Der weiße Hai – Die Abrechnung.

## Preisträger und Nominierungen
Es folgt die komplette Liste der Preisträger und Nominierten.
| Kategorien                     | Nominierte                                                                                               | Nominierte |
| ------------------------------ | --- | --- |
| Schlechtester Film             | Bill Cosby                                                                                               | Bill Cosby – Bill Cosby – Die Superkanone (Leonard Part 6) |
| Schlechtester Film             | Bill Cosby                                                                                               | Warren Beatty – Ishtar |
| Schlechtester Film             | Bill Cosby                                                                                               | Yoram Globus und Menahem Golan – Harte Männer tanzen nicht (Tough Guys Don't Dance)                                                                             |
| Schlechtester Film             | Bill Cosby                                                                                               | Rosylin Heller und Bernard Williams – Who’s That Girl |
| Schlechtester Film             | Bill Cosby                                                                                               | Joseph Sargent – Der weiße Hai – Die Abrechnung (Jaws: The Revenge)                                                                                             |
| Schlechtester Schauspieler     | Bill Cosby                                                                                               | Bill Cosby – Bill Cosby – Die Superkanone (Leonard Part 6) |
| Schlechtester Schauspieler     | Bill Cosby                                                                                               | Bruce der Hai – Der weiße Hai – Die Abrechnung (Jaws: The Revenge)                                                                                              |
| Schlechtester Schauspieler     | Bill Cosby                                                                                               | Judd Nelson – Karriere mit links (From the Hip) |
| Schlechtester Schauspieler     | Bill Cosby                                                                                               | Ryan O’Neal – Harte Männer tanzen nicht (Tough Guys Don't Dance)                                                                                                |
| Schlechtester Schauspieler     | Bill Cosby                                                                                               | Sylvester Stallone – Over the Top |
| Schlechteste Schauspielerin    | Madonna                                                                                                  | Madonna – Who’s That Girl |
| Schlechteste Schauspielerin    | Madonna                                                                                                  | Lorraine Gary – Der weiße Hai – Die Abrechnung (Jaws: The Revenge)                                                                                              |
| Schlechteste Schauspielerin    | Madonna                                                                                                  | Sondra Locke – Ratboy |
| Schlechteste Schauspielerin    | Madonna                                                                                                  | Debra Sandlund – Harte Männer tanzen nicht (Tough Guys Don't Dance)                                                                                             |
| Schlechteste Schauspielerin    | Madonna                                                                                                  | Sharon Stone – Quatermain II – Auf der Suche nach der geheimnisvollen Stadt (Allan Quatermain and the Lost City of Gold)                                        |
| Schlechtester Nebendarsteller  | | David Mendenhall – Over the Top |
| Schlechtester Nebendarsteller  | Jamie Alcroft und Mack Dryden – Die 4-Millionen-Dollar-Jagd (Million Dollar Mystery)                     | |
| Schlechtester Nebendarsteller  | Billy Barty – Masters of the Universe                                                                    | |
| Schlechtester Nebendarsteller  | Tom Bosley – Die 4-Millionen-Dollar-Jagd (Million Dollar Mystery)                                        | |
| Schlechtester Nebendarsteller  | Michael Caine – Der weiße Hai – Die Abrechnung (Jaws: The Revenge)                                       | |
| Schlechteste Nebendarstellerin | Daryl Hannah                                                                                             | Daryl Hannah – Wall Street |
| Schlechteste Nebendarstellerin | Daryl Hannah                                                                                             | Gloria Foster – Bill Cosby – Die Superkanone (Leonard Part 6)                                                                                                   |
| Schlechteste Nebendarstellerin | Daryl Hannah                                                                                             | Mariel Hemingway – Superman IV – Die Welt am Abgrund (Superman IV: The Quest for Peace)                                                                         |
| Schlechteste Nebendarstellerin | Daryl Hannah                                                                                             | Grace Jones – Siesta |
| Schlechteste Nebendarstellerin | Daryl Hannah                                                                                             | Isabella Rossellini – Siesta und Harte Männer tanzen nicht (Tough Guys Don't Dance)                                                                             |
| Schlechteste Regie             | Elaine May                                                                                               | Norman Mailer – Harte Männer tanzen nicht (Tough Guys Don't Dance) und Elaine May – Ishtar                                                                      |
| Schlechteste Regie             | Elaine May                                                                                               | James Foley – Who’s That Girl |
| Schlechteste Regie             | Elaine May                                                                                               | Joseph Sargent – Der weiße Hai – Die Abrechnung (Jaws: The Revenge)                                                                                             |
| Schlechteste Regie             | Elaine May                                                                                               | Paul Weiland – Bill Cosby – Die Superkanone (Leonard Part 6) |
| Schlechtestes Drehbuch         | Bill Cosby                                                                                               | Jonathan Reynolds und Bill Cosby – Bill Cosby – Die Superkanone (Leonard Part 6)                                                                                |
| Schlechtestes Drehbuch         | Bill Cosby                                                                                               | Ken Finkleman und Andrew Smith – Who’s That Girl |
| Schlechtestes Drehbuch         | Bill Cosby                                                                                               | Michael de Guzman – Der weiße Hai – Die Abrechnung (Jaws: The Revenge)                                                                                          |
| Schlechtestes Drehbuch         | Bill Cosby                                                                                               | Norman Mailer – Harte Männer tanzen nicht (Tough Guys Don't Dance)                                                                                              |
| Schlechtestes Drehbuch         | Bill Cosby                                                                                               | Elaine May – Ishtar |
| Schlechtester Newcomer         | | David Mendenhall – Over the Top |
| Schlechtester Newcomer         | Die Garbage Pail Kids – Die Schmuddelkinder (The Garbage Pail Kids Movie)                                | |
| Schlechtester Newcomer         | David Paul und Peter Paul – Die Barbaren (The Barbarians)                                                | |
| Schlechtester Newcomer         | Debra Sandlund – Harte Männer tanzen nicht (Tough Guys Don't Dance)                                      | |
| Schlechtester Newcomer         | Jim Varney – Chaos im Camp (Ernest Goes to Champ)                                                        | |
| Schlechtester Song             | George Michael                                                                                           | I Want Your Sex aus Beverly Hills Cop II – George Michael |
| Schlechtester Song             | George Michael                                                                                           | El Coco Loco (So, So Bad) aus Who’s That Girl – Coati Mundi |
| Schlechtester Song             | George Michael                                                                                           | Let's Go to Heaven in My Car aus Police Academy 4 – Und jetzt geht’s rund (Police Academy 4: Citizens on Patrol) – Brian Wilson, Eugene E. Landy und Gary Usher |
| Schlechtester Song             | George Michael                                                                                           | Million Dollar Mystery aus Die 4-Millionen-Dollar-Jagd (Million Dollar Mystery) – Barry Mann und John Lewis Parker                                              |
| Schlechtester Song             | George Michael                                                                                           | You Can Be a Garbage Pail Kid aus Die Schmuddelkinder (The Garbage Pail Kids Movie) – Michael Lloyd                                                             |
| Schlechteste Spezialeffekte    | | Henry Millar – Der weiße Hai – Die Abrechnung (Jaws: The Revenge)                                                                                               |
| Schlechteste Spezialeffekte    | John Buechler – Die Schmuddelkinder (The Garbage Pail Kids Movie)                                        | |
| Schlechteste Spezialeffekte    | Harrison Ellenshaw und John Evans – Superman IV – Die Welt am Abgrund (Superman IV: The Quest for Peace) | |